# Constitution
Pour les articles homonymes, voir Constitution (homonymie).
 (janvier 2022).
- Si vous ne connaissez pas le sujet, laissez ce bandeau (vous pouvez alors contacter les auteurs).
- Si vous supprimez le contenu mis en cause (vous pouvez préalablement contacter les auteurs),

argumentez précisément cette suppression dans la page de discussion
(un manque de référence n'est pas un argument ; une recherche réelle de référence doit avoir été effectuée, être formellement documentée).
 (janvier 2022).
Si vous disposez d'ouvrages ou d'articles de référence ou si vous connaissez des sites web de qualité traitant du thème abordé ici, merci de compléter l'article en donnant les références utiles à sa vérifiabilité et en les liant à la section « Notes et références ».
Une constitution, est une loi fondamentale qui fixe l'organisation et le fonctionnement d'un organisme, généralement d'un État ou d'un ensemble d'États.
La portée juridique de la constitution d'un État varie selon le régime en place. Elle a généralement une valeur supérieure à la loi.
Une constitution est à la fois l'acte politique et la loi fondamentale qui unit et régit de manière organisée et hiérarchisée l’ensemble des rapports entre gouvernants et gouvernés au sein d'un État, en tant qu'unité politique d'un espace géographique et humain. Dans un régime démocratique, elle protège les droits et les libertés des citoyens contre les abus de pouvoir potentiels des titulaires des pouvoirs (exécutif, législatif et judiciaire).
Si la fiction juridique veut que la constitution fonde et encadre juridiquement l'État, il est entendu que l'histoire politique la précède et peut lui conférer à la fois sa légitimité circonstanciée et la permanence de son autorité. Cette histoire politique est alors réintroduite dans le droit en étant qualifiée de « pouvoir constituant primaire » (le pouvoir souverain qui établit une nouvelle constitution).
Plusieurs pays célèbrent officiellement l'adoption de leur constitution (Fête ou Jour de la Constitution ou « Constitution Day » en anglais).
Le terme « constitution » est également utilisé pour désigner les règles fondamentales d'organisations autres que des États souverains : on peut ainsi parler de la Constitution de l'OIT, du projet de Constitution européenne ou de la Constitution civile du clergé. Il semble toutefois plus approprié, pour ces organisations, d'employer les termes de « traité » ou d' « acte fondateur ». Dans des États fédéraux, les États fédérés peuvent aussi avoir leurs propres constitutions, comme celle de la Californie aux États-Unis.

## Étymologie
Formé à partir des deux éléments latins  cum (« avec ») et  statuere (« établir »), constitution signifie littéralement « établir ensemble ».

## Définition
Une constitution est un ensemble de règles juridiques qui organisent les institutions d'un État. Elle s'applique à tous les citoyens ou sujets de cet État.

### Définition formelle
La constitution est un acte juridique, le plus souvent concrétisé par un ou plusieurs documents écrits constituant un ensemble de textes législatifs qui définit les règles de fonctionnement d'un régime politique. Cet acte se situe au sommet de son ordre juridique : tout autre acte juridique doit être conforme à ses prescriptions. Ainsi, selon la théorie de la hiérarchie des normes, la constitution se trouve ainsi être la loi fondamentale qui légitime toutes les normes inférieures.
Cette théorie est complétée par le principe de constitutionnalité, qui indique que la constitution est le principe suprême du droit d'un État et que son respect, obligatoire et nécessaire, est assuré par une cour constitutionnelle, que ce soit un Conseil constitutionnel (comme en France) ou une Cour suprême (comme aux États-Unis).
Cette place au sommet de la hiérarchie des normes résulte du fait que la constitution est créée par le pouvoir constituant originaire, et révisée par le pouvoir constituant dérivé ou institué. C'est donc un acte juridique imposé par le pouvoir constituant à tous les organes de l'État et à la société. Elle relève donc d'une logique verticale du pouvoir, comme les lois ou les règlements. Cette logique s'oppose à celle, horizontale, des contrats et des traités (nom donné à des contrats particuliers entre personnes morales de droit international), où les cocontractants sont, tout au moins juridiquement, égaux, et doivent consentir aux droits et obligations résultant des actes qu'ils signent.
Des confusions ont pu apparaître entre ces deux logiques, du fait de la doctrine du contrat social. Cette théorie consiste à dire que la constitution de l'État résulte d'un contrat passé entre tous les citoyens, égaux en droit. Cependant, cette doctrine n'a pas de réalité juridique. Ainsi, le doyen Georges Vedel prend le parti de considérer qu'« une constitution a pour vocation première de régir les institutions étatiques ».
Tous les États ne possèdent pas nécessairement de constitution formelle. À titre d'exemple, le Royaume-Uni n'a pas de constitution formelle, mais une constitution matérielle.

### Définition matérielle

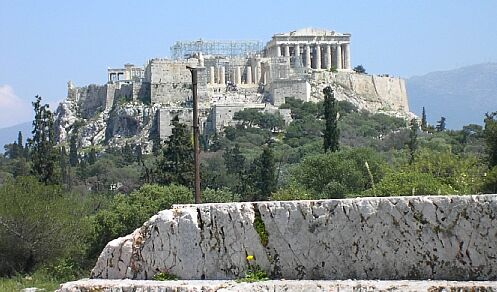
La démocratie athénienne fut la première à se doter des caractéristiques d'une constitution.

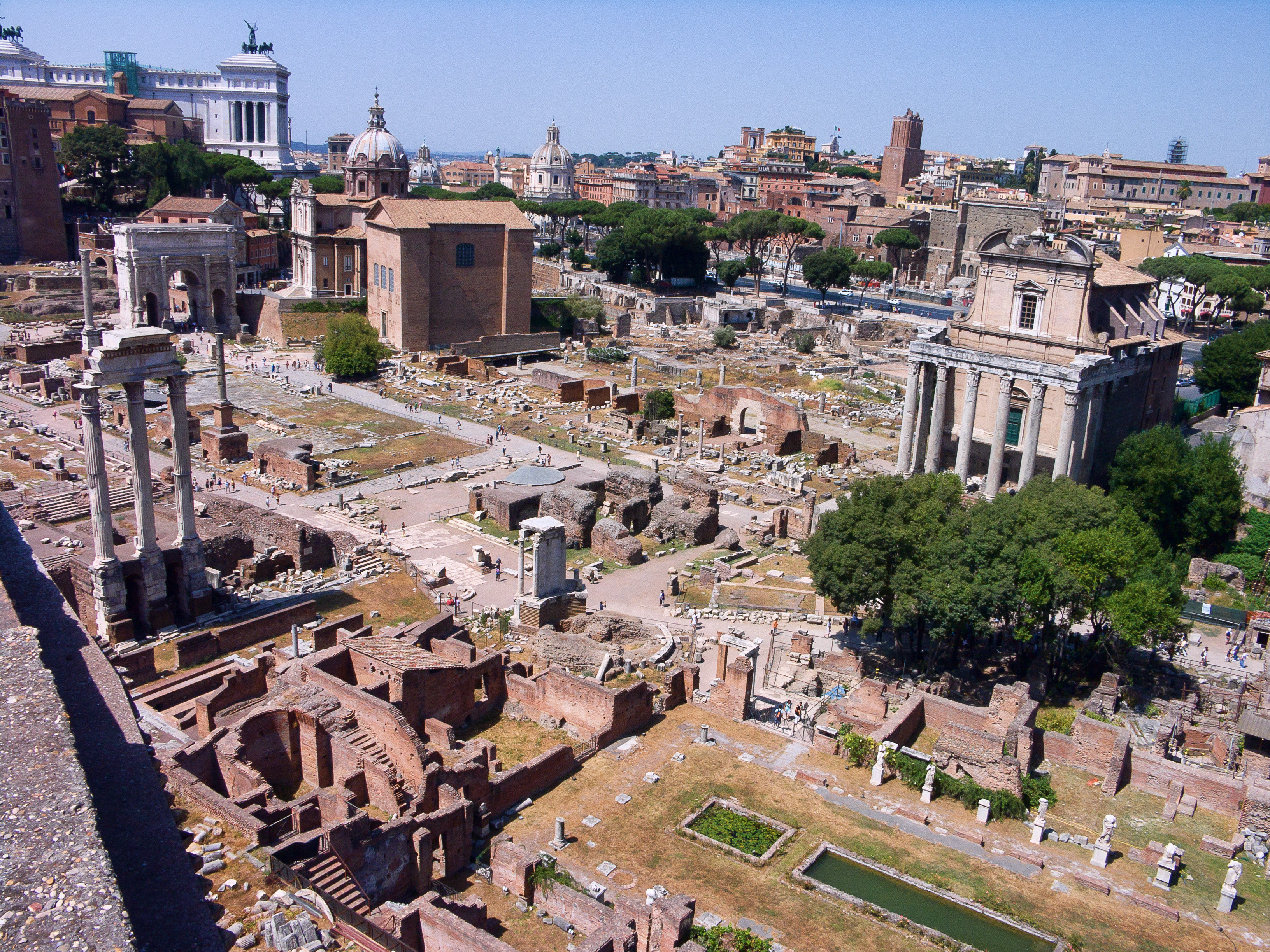
La Rome antique, par ses institutions politiques complexes et organisées, se dote aussi d'une constitution.

Une constitution matérielle est définie en fonction de ses règles et de son contenu, plutôt qu'en fonction d'un texte ou de documents précis. Ainsi, une constitution matérielle est un ensemble de règles qui peuvent être regroupés dans un seul document, mais pas nécessairement. Ces règles répondent généralement à l'une ou l'autre des catégories suivantes :
- d'une part, l'ensemble des règles qui organisent les pouvoirs publics et leurs rapports entre eux (gouvernement, parlement, président, roi, etc.) ;
- d'autre part, les libertés publiques (ou libertés fondamentales) qui sont accordées à toute personne résidant sur le territoire ou ressortissante de l'État concerné. On retrouve le plus souvent dans cette dernière catégorie des droits ou libertés tels que la liberté d'aller et venir, la liberté d'expression, etc. C'est le sens de l'article 16 de la Déclaration des droits de l'Homme et du citoyen de 1789 : « Toute société dans laquelle la garantie des droits n'est pas assurée ni la séparation des pouvoirs déterminée, n'a point de constitution. »

La plupart des États, sinon la totalité, ont une constitution matérielle, au sens où ils possèdent des règles qui organisent et régissent leurs institutions politiques.

### Applications pratiques de la distinction
Ces deux définitions se recoupent la plupart du temps (un nouveau texte constitutionnel aura toutes les caractéristiques d'une nouvelle constitution au sens matériel du terme) ; cependant, elles peuvent diverger.
Ainsi, si un changement politique radical fait que la constitution est appliquée d'une manière complètement différente, et ce sans qu'il y ait pour autant de changement du texte constitutionnel, alors il n'y aura pas nouvelle constitution au sens formel du terme, alors que d'un point de vue matériel, si. Au contraire, une constitution qui sera adoptée formellement ne sera pas une nouvelle constitution au sens matériel du terme si elle n'est pas appliquée.

## Sources de la constitution

### Primauté de la nation
Sieyès ~ à la différence de Rousseau — « tient pour le rationnel et pour le construit. L'état social, par rapport à l'état de nature, perfectionne et ennoblit l'homme. Il étend et protège la liberté. Il défend et assure l'égalité des droits ». Pour lui les véritables rapports d'une constitution politique sont « avec la nation qui reste  » plutôt qu'avec « telle génération qui passe ; avec les besoins de la nature humaine, commune à tous, plutôt qu'avec les différences individuelles ». Dans « Qu'est-ce que le Tiers-État ? », Sieyès proclame : « Considéré isolément, le pouvoir des citoyens serait nul, il ne réside que dans l'ensemble. »
La nation ne se crée pas elle-même, elle existe ; elle est de droit naturel, mais elle a besoin d'une organisation politique et administrative, ou selon les termes de Sieyès d'un établissement public, c'est-à-dire un ensemble de moyens formés de personnes et de choses, destiné à réaliser les fins sociales : « La constitution politique est postérieure à la formation en Nation. Elle intervient alors qu'il existe déjà une volonté commune, antérieure à elle ».

### Pouvoir constituant
Sieyès reconnaît que l'ensemble des citoyens a le droit de régler son gouvernement. Or ce gouvernement ou le maniement des intérêts généraux de la communauté est une œuvre toute humaine et se trouve être de première importance puisque la volonté de chacun et de tous met en cause le bien-être et la liberté de chacun et de tous. Par suite, sans mandat exprès, les législateurs ne doivent pas toucher à ce grand ressort de l'État qu'on nomme la constitution :« On interdit, et avec raison, ce pouvoir aux assemblées ordinaires, pour éviter des usurpations possibles, et des agitations certaines. Et quand il est nécessaire de toucher à la Loi suprême, le peuple, suffisamment averti, donne un mandat spécial à une Assemblée constituante, à une Convention, chargée expressément, et à l'exclusion de tout autre corps, de réviser la constitution... »

## Caractères d'une constitution

### Coutumière ou écrite

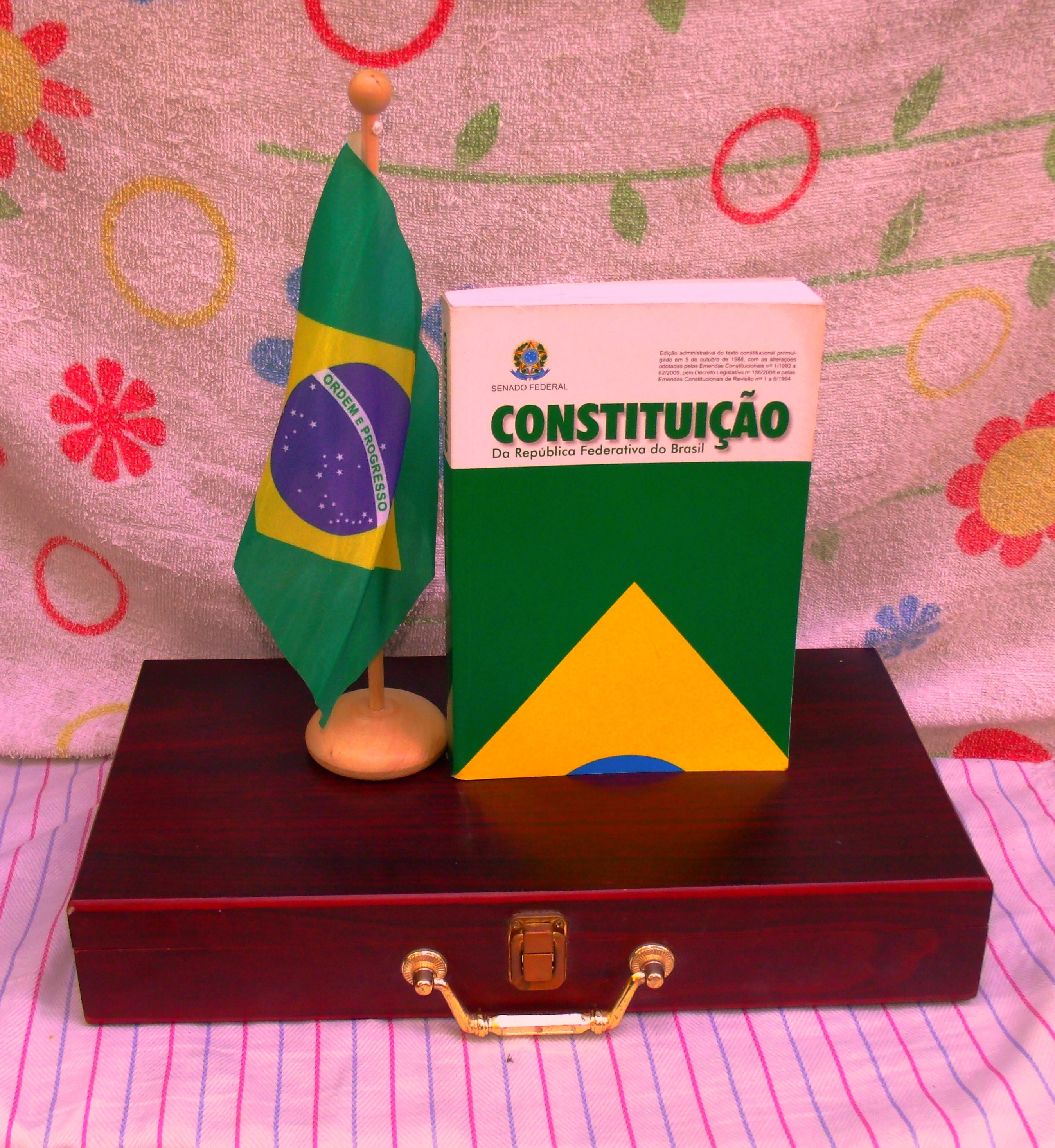
Constitution du Brésil, écrite.

Une constitution écrite est formalisée dans un texte unique ou un ensemble de lois constitutionnelles. Elles représentent la grande majorité des constitutions modernes.
La constitution coutumière est l'ensemble des règles relatives à l'organisation du pouvoir qui ne se trouvent pas sous forme écrite. Ces règles sont appelées « conventions de constitution ». Cela n'empêche pas qu'un ou plusieurs documents écrits servent de base pour cette constitution.
Jusqu'à la fin du XVIIIe siècle, l'organisation politique des États était régie presque entièrement par la coutume, notamment dans les États monarchiques avec des règles de dévolution du monarque. La forme coutumière a progressivement disparu en même temps que la monarchie absolue. En effet, les XVIIIe et XIXe siècles correspondent à des époques de rénovation politique et, par conséquent, constitutionnelle.
De plus, elle présente trois inconvénients majeurs par rapport à une constitution écrite :
- elle n'est pas réfléchie (elle ne provient pas d'un choix ni d'une construction rationnelle) ;
- elle est imprécise et peu détaillée (elle ne peut prévoir aucun cas qui ne soit déjà arrivé) et pose des problèmes de clarté et de sécurité juridique ;
- elle n'est pas démocratique dans son élaboration (le peuple n'y est pas associé).

D'un autre côté, contrairement à une constitution écrite,
- une constitution orale est souvent moins sujette aux aléas de la politique.

Actuellement, seul le Royaume-Uni est resté fidèle à une constitution coutumière parmi les pays occidentaux, même si cette position doit être nuancée. D'autres pays dans le monde, notamment certains pays musulmans comme l'Arabie saoudite (en réalité l'Arabie saoudite a une constitution religieuse et non pas coutumière), ou encore Israël, la Nouvelle-Zélande, Oman ou le Québec (province canadienne), en sont dotés également.
- Constitution du Royaume-Uni
- Constitution de la Nouvelle-Zélande
- Constitution québécoise
- Lois fondamentales d'Israël

### Révision de la Constitution
Une Constitution est dite souple quand la procédure de révision ou d'amendement est la même que la procédure d'adoption des lois (cas très rares quand il s'agit d'une constitution formelle). Cependant, les pays appartenant au système de common law, comme le Royaume-Uni et dont la Constitution n'est que matérielle ont techniquement une procédure de révision souple puisque les lois qui influent sur les prérogatives de la Constitution (fonctionnement des pouvoirs) sont modifiées de la même manière que les autres.
Une Constitution est dite rigide quand sa révision requiert une procédure différente de l'adoption des lois ordinaires ; ainsi en France la Constitution est rigide car elle exige soit la convocation du Parlement en Congrès à Versailles avec une majorité des trois cinquièmes ou majorité qualifiée en faveur de la révision soit un référendum populaire (Article 89 de la Constitution de 1958) alors que les lois ordinaires sont votées à la majorité simple et font la navette entre l'Assemblée nationale et le Sénat.
Une Constitution est aussi dite souple quand la procédure est plus facile que pour l'adoption des lois normales (cas extrêmement rares).
Plusieurs constitutions ont adopté des clauses supra-constitutionnelles qui ne peuvent être révisées. Le précurseur est John Locke pour la province de Caroline, qui considère que le texte est « perpétuel ». Les dispositions varient selon les législations et font l'objet d'interprétations,.
Pour finir, rappelons[Qui ?] que ce qui compte dans la définition d'une constitution entre rigide et souple est seulement et uniquement la procédure de révision et non pas le fait qu'elle facilite ou non l'adoption d'une révision de la Constitution.

## Contrôle de la constitutionnalité
Une cour constitutionnelle est l'organe chargé d'assurer la primauté effective de la Constitution qui est, selon la théorie de hiérarchie des normes, la norme suprême. Il convient donc, pour assurer l'État de droit de vérifier la conformité des lois par un contrôle.
À partir de l'exemple de la Constitution américaine (Cour suprême des États-Unis à la suite de l'arrêt Marbury v. Madison), le modèle de la cour constitutionnelle se répand au XXe siècle dans le monde entier, avec une organisation et des contre-pouvoirs d'une grande diversité. Ainsi le contrôle des lois peut se faire a priori ou a posteriori. Jusqu'à l'introduction de la question prioritaire de constitutionnalité en 2010, le contrôle des lois se faisait en France uniquement a priori. Aux Pays-Bas, l'article 120 de la Constitution interdit expressément tout contrôle de la constitutionnalité des lois.
La saisine peut être réservée à certaines autorités, ou ouverte aux citoyens. Enfin, certaines cours ont d'autres attributions juridictionnelles (dans le domaine électoral par exemple) ou administratives.
Ce modèle diffère de celui employé dans les pays de tradition juridique anglo-saxonne, où le contrôle de constitutionnalité se fait devant le juge de droit commun, à l'occasion d'une instance ordinaire.

## Exemples de constitution

### Grèce antique
Aristote décrit au IVe siècle av. J.-C. la Constitution d'Athènes.

### «Constitutions» de la Rome antique
La Rome antique n'a jamais disposé de Constitution au sens moderne. Le terme moderne de « Constitution romaine » regroupe un assemblage empirique d'institutions et de principes en constante évolution qui se transmet oralement et qui compose le « mos maiorum » (mot latin désignant les « coutumes des ancêtres »). On en retrouve de nombreux concepts dans les Constitutions modernes, incluant les équilibres et les contrôles, la séparation des pouvoirs, le veto, l’obstruction, le quorum, les mandats, la mise en accusation, le pouvoir de la bourse et les élections régulières. Même des concepts moins importants, comme ceux utilisés dans le système électoral américain, trouvent leur origine dans la « Constitution romaine ».
Les institutions romaines évoluent continuellement au fil des ans. En 509 av. J.-C., La Monarchie romaine cède la place à un régime républicain. En 27 av. J.-C., celui-ci se transforme en une nouvelle forme de gouvernement, le principat, première période de l'Empire romain. Enfin, à la fin du IIIe siècle, un dernier changement majeur intervient au début Bas-Empire romain. Néanmoins, les changements sont plus graduels. Ces quatre formes de gouvernement forment quatre périodes historiques dans l’évolution des principales institutions romaines.
La domination est une des rares à avoir été autant développée[style à revoir] avant le XVIIIe siècle. Aucune autre n’a gouverné sur un empire aussi vaste. De fait, les formes de gouvernement utilisée par les Romains sont sources d'inspiration lorsque les premières Constitutions de l’époque moderne sont rédigées.

### Constitution de Carthage
L'organisation politique de Carthage était louée par de nombreux auteurs antiques qui mettaient en avant sa « réputation d'excellence ». Si peu de détails sont connus sur le gouvernement de la grande cité, on dispose néanmoins du précieux texte d'Aristote : ce dernier la dépeint comme un modèle de Constitution « mixte », équilibrée et présentant les meilleures caractéristiques des divers types de régimes politiques, c'est-à-dire mêlant des éléments des systèmes monarchique (rois ou suffètes), aristocratique (Sénat) et démocratique (assemblée du peuple).

### Constitutions en Europe
Cette présentation des principales constitutions européennes suit la chronologie.

#### Constitution du Royaume-Uni
La Constitution britannique est très ancienne, les premières règles datant du Moyen Âge ; c'est le seul pays à être resté fidèle à une constitution coutumière parmi les États occidentaux.
Il existe cependant quatre textes fondamentaux :
- la Magna Carta (« Grande Charte »), en 1215, par laquelle le roi renonce à certains pouvoirs au profit des barons et des communes et se déclare lié par la loi, notamment certaines procédures légales, comme l'interdiction de l'emprisonnement arbitraire, appelée aussi Habeas corpus ;
- la Charte des droits de 1689, qui fonde la monarchie constitutionnelle anglaise en accordant des droits fondamentaux aux citoyens et résidents (à ne pas confondre avec sa version américaine plus connue) ;
- l'Act of Settlement de 1701 (ou « Acte d'Établissement »), qui organise la succession au trône ;
- le Parliament Act (ou « Acte du Parlement » ) de 1911, modifié en 1949 et relatif aux pouvoirs respectifs des deux chambres, qui limite les pouvoirs de la Chambre des Lords au profit de la Chambre des communes.

Parmi les règles coutumières du Royaume-Uni, on peut citer le droit de dissolution de la Chambre des communes par le Premier ministre (réformé par le Fixed-term Parliaments Act en 2011) ou encore la démission de l'ensemble du Cabinet lorsque sa politique est remise en cause par les chambres, qui ne figurent dans aucun texte.

#### Statuts de Saint-Marin
La République sérénissime de Saint-Marin est l'une des plus anciennes républiques du monde, et en tout cas la plus ancienne ayant continuellement existé depuis sa création. Sa constitution (les « Statuts »), qui date de 1600, est la plus ancienne constitution écrite encore en vigueur.

#### Constitution corse du 18 novembre 1755
La Constitution corse, votée en 1755 à Corte par les représentants de l'éphémère république corse, est considérée, malgré le relatif oubli dans lequel elle est tombée, comme la toute première Constitution moderne. Initiée par Pascal Paoli  elle resta en vigueur jusqu'à l'annexion de la Corse par la France en 1769.

#### Projet de Constitution arménienne (1773)
Un projet de Constitution d'une future république d'Arménie est publié en 1773 à Madras (sud-est de l'Inde), mais la première république d'Arménie ne naîtra qu'en 1918. Ce texte, qui accorde une place significative à l'égalité hommes-femmes, jouera un rôle de premier plan dans l'essor du nationalisme arménien.

#### Constitution polonaise du 3 mai 1791
Réforme fondamentale de l'État fédéré polono-lituanien, établissant une représentation parlementaire de la bourgeoisie et abolissant la corvée des paysans.

#### Constitutions de la France
Sous l’Ancien Régime, il existait les lois fondamentales du royaume, ensemble de principes coutumiers relatifs à la dévolution, à l’étendue et à l’organisation des pouvoirs qu’en 1789, l’Assemblée nationale a entrepris de mettre par écrit en commençant par la déclaration des droits de l'homme et du citoyen.
En plus des nombreux principes repris de la tradition politique et administrative et du précédent anglais de la Déclaration des droits de 1689, de nombreux juristes et philosophes servent de référence à l'élaboration de la Constitution française de 1789 et 1791 dont, par ordre chronologique : Thomas d'Aquin (pour la distinction entre droits naturels et civils de la « Déclaration »), Jean Bodin, Machiavel, John Locke (qui distingue le pouvoir exécutif et le pouvoir législatif), Montesquieu (qui distingue un troisième pouvoir, le pouvoir judiciaire), Sieyès (reprise de la distinction des pouvoirs pour en faire une séparation des pouvoirs, réflexions sur le tiers état et projet de jury constitutionnaire pour le contrôle des lois).
Depuis la Constitution de 1791, établissant la monarchie constitutionnelle, la France a connu :
- la constitution de l'an I, instaurant la République ;
- la constitution de l'an III instaurant le Directoire ;
- la constitution de l'an VIII mettant en place le Consulat ;
- la constitution de l'an X, instaurant le Consulat à vie ;
- la constitution de l'an XII, instaurant le Premier Empire ;
- la Charte de 1814, lors de la Restauration de la Monarchie, appliquée seulement pendant la Seconde Restauration ;
- l’Acte additionnel aux Constitutions de l'Empire du 22 avril 1815 relatif à la période des Cent-Jours ;
- la Charte de 1830 relative à la monarchie de Juillet ;
- la Constitution de 1848 instituant la Deuxième République ;
- la Constitution de 1852 établissant le Second Empire ;
- les lois constitutionnelles de 1875 mettant en place la Troisième République ;
- la loi constitutionnelle du 10 juillet 1940, ou la mise en place du Régime de Vichy ;
- la loi constitutionnelle de 1945, ou l’élaboration du régime provisoire français ;
- la Constitution du 27 octobre 1946 instaurant la Quatrième République ;
- la Constitution de 1958 instaurant la Cinquième République, en vigueur actuellement.

#### Constitution de la Belgique
Le 25 novembre 1830, le projet de Constitution, élaboré par la commission désignée par le Gouvernement provisoire, est soumis au Congrès national. Le 7 février 1831, le Congrès national clôture les débats et vote la Constitution belge.
La Constitution belge est une synthèse voulue équilibrée des Constitutions françaises de 1791, de 1814 et de 1830, de la constitution néerlandaise de 1814 et du droit constitutionnel anglais. Le texte constitutionnel n'est toutefois pas un amalgame juridique, mais bien une création originale. Ses principes élémentaires sont toujours en vigueur aujourd’hui.
Le texte initial de la Constitution de 1831 a subi diverses modifications. Les deux premières révisions concernent le droit de vote et les conditions d'éligibilité. Les quatre réformes suivantes transforment la Belgique unitaire en État fédéral. Malgré la fédéralisation de la Belgique, la procédure de révision de la Constitution n’a jamais été modifiée depuis 1831 et ne fait donc pas intervenir les entités fédérées créées en 1970 (Régions et Communautés). Elle fait dès lors l’objet de controverses dans le monde politique et parmi les constitutionnalistes belges, dont certains voudraient la simplification du processus ou encore l'implication des entités fédérées.

#### Constitution du Luxembourg
Le Grand-Duché de Luxembourg a connu quatre Constitutions :
- la constitution de 1841 ;
- la constitution de 1848 ;
- la constitution de 1856 ;
- la constitution de 1868 toujours actuellement en vigueur.

Les constitutions de 1856 et de 1868 sont en fait issues de deux révisions importantes successives de la Constitution de 1848.

#### Constitution de l'Italie
La Constitution italienne a été adoptée en 1948, après les travaux de l'Assemblée constituante. On y trouve la liberté d'expression et la liberté de réunion. Elle a été révisée en 2012.

#### Constitution de Monaco
La Constitution de Monaco a été adoptée le 17 décembre 1969. Elle a été révisée par la loi no 1.249 du 2 avril 2002.

#### Constitution de la Suisse
La Suisse a eu trois constitutions au cours de son histoire, en 1848, 1874 et 1999.
Les cantons suisses disposent également chacun d'une constitution cantonale.

#### Constitution de la Grèce
En 1975, quelques mois après la fin de la dictature des colonels, la Grèce adopte une nouvelle constitution.

#### Projets de constitution pour l'Union européenne
Plusieurs projets de Constitution pour l'Union européenne ont été rédigés, dont le Projet Spinelli adopté en 1984 par le Parlement européen.
Un nouveau projet de Constitution européenne a été élaboré par une convention réunissant 105 représentants des vingt-cinq pays de l'Union européenne, avec une majorité d'élus des différents pays de l'Union. Cette convention s'est réunie entre le 28 février 2002 et le 18 juillet 2003. Le projet de la convention a servi de base à la conférence intergouvernementale chargée, entre octobre 2003 et le printemps 2004, d'entériner la nouvelle réforme de l'Union européenne.
Le 29 octobre 2004, les dirigeants de l'Union européenne signèrent à Rome le traité constitutionnel intitulé : « Traité établissant une constitution pour l'Europe ». Pour qu'il entre en vigueur, il devait être ratifié par chacun des États d'ici à la fin 2006.

##### Nature du Traité établissant une Constitution pour l'Europe
La confusion vient du fait que les termes « traité » et « constitution » répondent à deux logiques différentes en droit (voir supra, définition de la constitution). Pour pouvoir répondre à cette question, il faut donc reprendre les définitions de ces mots.
D'un point de vue formel, le TCE est un acte juridique qui est pris volontairement entre les vingt-cinq États-membres de l'Union. Il s'agit donc bien d'un traité. Cependant, des éléments laissent penser qu'il serait possible de mettre ce traité au sommet de la hiérarchie des normes des États membres.
Selon la Cour de justice de l'Union européenne, les normes européennes sont supérieures aux règles nationales, y compris constitutionnelles.
En France, si l'on suit la jurisprudence du Conseil d'État, cependant, les dispositions des traités internationaux ont une valeur infra-constitutionnelle mais supra-législative (article 55 de la Constitution du 4 octobre 1958). Quant à la jurisprudence du Conseil constitutionnel, la doctrine reste très divisée. Lorsqu'il s'agit des traités fondateurs de l'Union européenne, le Conseil constitutionnel fait valoir que leurs dispositions ne peuvent être incompatibles avec la Constitution (le traité doit donc être conforme, ce qui supposerait qu'il lui est bien inférieur dans la hiérarchie des normes). Cependant, à la suite de la constatation de cette incompatibilité éventuelle entre traité et Constitution, c'est la Constitution qui est révisée, et non le traité (ce qu'il serait impossible de faire en France, puisque la décision politique a été prise à Bruxelles à vingt-cinq), ce qui laisserait supposer que, dans le cas des normes de l'Union, elles seraient supérieures à la Constitution.
La question de la nature constitutionnelle du projet, d'un point de vue formel, reste donc ouverte.
D'un point de vue matériel, ce traité réunit l'ensemble des textes existants (accords, conventions, traités) en les modifiant. Il vise, d'une part, à accroître l'efficacité des institutions (élection par le Conseil européen de son président pour deux ans et demi, création d'un poste de ministre des Affaires étrangères, réduction de la taille de la Commission et élection de son président par le parlement, redéfinition et extension du vote à la majorité qualifiée, extension des domaines de la coopération renforcée…) ; dans le même ordre[Quoi ?]

### Constitutions en Amérique du Nord

#### Constitution des États-Unis
La Constitution des États-Unis est adoptée le 17 septembre 1787 par une convention réunie à Philadelphie, et après ratification, s'applique depuis 1789. Elle a été modifiée par l'ajout de vingt-sept amendements. C'est la deuxième plus ancienne Constitution écrite encore appliquée dans le monde après celle de Saint-Marin.

#### Constitution du Canada
La Constitution du Canada souverain, sanctionnée par la reine Victoria en 1867, est l'Acte de l'Amérique du Nord britannique (rebaptisée Loi constitutionnelle de 1867). Toutefois, certains aspects relevaient encore du gouvernement britannique, tel que la procédure d'amendement. En 1982, Pierre Elliott Trudeau, alors Premier ministre, effectue le rapatriement de la Constitution à l'aide de la Loi de 1982 sur le Canada, ce qui abolit les derniers liens juridiques avec le Royaume-Uni. La Constitution n'a cependant jamais été ratifiée par le Québec, et cette question de la ratification reste un point très sensible dans les relations entre le Québec et les autres provinces (cf. Nuit des longs couteaux pour plus de précisions sur ce point). Toutefois, l'absence d'adhésion du Québec à la Constitution du Canada n'a aucune conséquence juridique.

### Constitutions en Amérique centrale

#### Constitution de Belize
Adopté en 1765, le Burnaby's code, nommé d'après son promoteur, l'officier britannique William Burnaby, est la première Constitution de Belize, et est présenté par certains comme une des premières Constitutions à avoir eu des femmes (au moins deux : Mary Allen et Mary Wil) parmi ses signataires.

#### Constitution du Salvador
Le Salvador a été régi par quinze constitutions depuis son indépendance de l'Espagne au début du XIXe siècle. La nature du système politique salvadorien, dominé par une élite restreinte, et son régime présidentiel fort, dont les tenants sont issus de l'oligarchie terrienne ou de l'armée, expliquent la durée de vie relativement courte de la plupart de ces textes jusque dans les années 1960. Ils servent en effet le plus souvent à asseoir les ambitions des chefs de l'état concernant la prolongation de leur mandat. La Constitution actuellement en application est celle de 1983, et a été amendée en 2003. Elle est très similaire à celle de 1962.

### Constitutions en Amérique du Sud

#### Constitution de la Colombie
La première Constitution de la Colombie indépendante est la constitution de Cúcuta, adoptée en 1821. Celle-ci définit la Grande Colombie, vaste entité voulue par le Libertador Simón Bolívar qui souhaitait réunir la totalité de l'Amérique hispanique en une seule vaste confédération. Ce rêve prend fin à peine dix ans plus tard lorsque le Venezuela et l'Équateur se déclarent indépendants.
La Nouvelle-Grenade (constituée des actuels pays de Colombie et du Panama) connaît par la suite de nombreuses Constitutions selon le parti au pouvoir. Les deux partis majoritaires, le parti libéral et le parti conservateur, entretiennent tout au long du XIXe siècle une opposition idéologique qui provoque une longue série de guerres civiles débouchant le plus souvent par un changement constitutionnel. Ainsi, sont adoptées successivement les constitutions de 1832, 1843, 1853, 1858, 1863 et 1886.
Cette dernière est l'acte de naissance de l'actuelle République de Colombie, dont le Panama se sépare en 1903. Elle durera plus d'un siècle. En 1991 est adoptée une nouvelle Constitution, plus moderne, toujours en vigueur aujourd’hui.

### Constitutions en Afrique

#### Constitution de la République démocratique du Congo
La Constitution actuelle de la République démocratique du Congo date de 2005, avec une révision en 2011.

#### Constitution de la Tunisie
La constitution actuelle en vigueur en Tunisie est la Constitution tunisienne de 2022. Son adoption est le résultat d’un référendum constitutionnel organisé le 25 juillet 2022, un an après le coup d’État du président Kaïs Saïed qui a dissous le Parlement et suspendu la Constitution de 2014.

### Constitutions en Asie

#### Constitutions de la Turquie

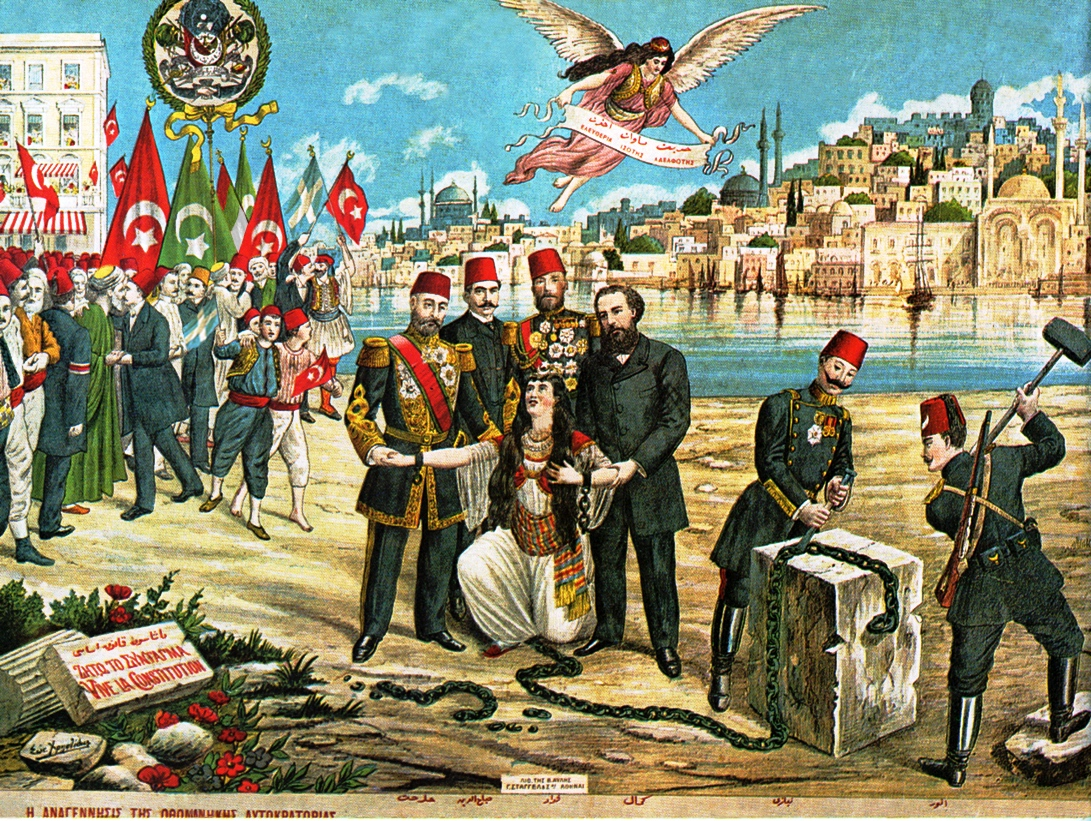
Lithographie célébrant la révolution jeune-turque et représentant les sources d'inspiration du mouvement, Midhat Pacha, le prince Sabahaddin, Fuad Pacha et Namık Kemal, les chefs militaires Niyazi Bey et Enver Pacha, ainsi que le slogan « Liberté, égalité, fraternité » (hürriyet, müsavat, uhuvvet en turc, ελευθερία, ισότης, αδελφότης en grec).

La période de réformes qui est appelée « Tanzimat » a culminé en Turquie par la première Constitution monarchique du 23 novembre 1876, rétablie en 1908.
Ces textes font théoriquement de l'Empire ottoman une monarchie constitutionnelle où les différentes communautés ethno-religieuses (Milliyet) sont égales en droits (c'est le modèle des Constitutions libanaise, yougoslave ou chypriote), mais où le culte musulman reste religion d'État, le Sultan étant également Calife.
Lors de la Guerre d'indépendance turque, (en 1921), l'Assemblée nationale à Ankara a voté un texte constitutionnel qui organise les pouvoirs publics mais qui détermine les droits et les libertés fondamentaux des citoyens en faisant référence à la Constitution monarchique de 1876 qui est une constitution largement révisée en 1909. En 1924, après la fin de l'Empire ottoman et l'instauration de la République en 1923, Mustafa Kemal Atatürk va beaucoup plus loin et inspire à l'Assemblée d'Ankara une nouvelle constitution qui lui permettra de faire plusieurs réformes sur la laïcité, l'égalité entre les hommes et les femmes, l'instruction obligatoire pour tous, l'interdiction du port des vêtements ou signes religieux (fez, voile) et sur l'alphabet en remplaçant l'alphabet arabe (coranique) par l'alphabet latin. La Turquie moderne est fondé avec cette constitution qui est souvent appelée la « Constitution de 1924 ». Le principe de la laïcité a été intégré dans la Constitution en 1937.
Après le coup d'État du 27 mai 1960, une nouvelle Constitution a été adoptée à la suite d'un référendum en 1961. La Constitution de 1961 reconnaissait beaucoup de droits et de libertés aux citoyens et instaurait la Cour constitutionnelle pour la protection des droits et des libertés fondamentaux et le contrôle de constitutionnalité des lois. Cette Constitution était en vigueur jusqu'à un coup militaire ayant lieu le 12 septembre 1980. En 1982, une nouvelle Constitution a été adoptée par un référendum. Cette Constitution est encore en vigueur mais elle a été révisée 15 fois. Les deux révisions de 1995 et de 2001 étaient majeures. Une seizième révision a été votée par l'Assemblée.
La Constitution turque est amendée en 2010 par un référendum qui se déroule le 12 septembre 2010. Le pouvoir présente cette réforme comme une étape clé pour plus de démocratie, là où ses adversaires l'accusent de menacer la séparation des pouvoirs. Le « oui » l'emporte à 58 % pour une participation entre 77 et 78 % d'après le Premier ministre turc. Cette réforme diminue la compétence de la juridiction militaire au profit du pouvoir civil, et modifie le processus de nomination des membres de la Cour constitutionnelle et du Conseil supérieur de la magistrature, qui nomme les magistrats. Cette réforme aboutit à une fin de l'ouverture et du dialogue en Turquie,,.

## Pays sans constitution
En 2024, seuls quatre États[Lesquels ?] dans le monde ne disposaient pas d’une constitution, dont Israël.